# Ludwig Leser
Ludwig Leser (* 11. August 1890 in Neufeld an der Leitha, Österreich-Ungarn; † 30. Oktober 1946) war ein österreichischer Politiker (SPÖ) und Landeshauptmann des Burgenlands.

## Leben
Ludwig Leser war ein Sohn des Arbeiters Ludwig Leser. Er legte 1910 die Matura in Ödenburg ab und wurde Angestellter einer Jutefabrik in Neufeld. Leser war Soldat im Ersten Weltkrieg. Nach Kriegsende wurde er Gaukommissar für deutsche Angelegenheiten in Westungarn. Nach dem Sturz der Regierung Károlyi 1920 geriet er für 13 Monate in Haft und floh danach nach Österreich. Leser wurde Mitglied der SDAP und spielte eine Rolle beim Anschluss des Burgenlandes an Österreich 1922, obwohl er diesen zur Zeit der Räterepublik mit den Worten „Ein 'Los von Ungarn!' gibt's nicht mehr, sondern eher das Gegenteil. Nationale Wünsche kennen wir im Proletarierstaat nicht mehr. Die deutschen und ungarischen Genossen haben nur mehr gemeinsame Interessen.“ ablehnte. 1922–1934 hatte er den Posten des Landeshauptmannstellvertreters inne und gehörte dem burgenländischen Landtag an. 1931 erhielt er ein Ehrendoktorat der Universität Heidelberg. Mit Etablierung des austrofaschistischen Ständestaates floh er in die Tschechoslowakei.
Leser wurde im August 1939 in Prag von der Gestapo verhaftet, nach Wien verschleppt und dort nach sechs Wochen Haft entlassen. Ab 11. Oktober 1939 arbeitete er als V-Mann unter dem Decknamen „Lederer“ mit der Gestapo zusammen. Ob dies freiwillig geschah oder unter Zwang, ist nicht bekannt. Er wurde zum Informanten über zahlreiche seiner früheren sozialdemokratischen Weggefährten und sein Aktionsradius als gut besoldeter Spitzel (im ersten Monat 400 Reichsmark, danach 200 RM) erstreckte sich auf mehrere Länder, unter anderen auch Schweden, wo er Kontakt zum im Exil lebenden Vilmos Böhm hatte. Die Erkenntnisse zur Konfidententätigkeit Lesers verdanken sich der Grundlagenforschung des österreichischen Historikers Hans Schafranek, der dies in seinem Buch Widerstand und Verrat. Gestapospitzel im antifaschistischen Untergrund 1938–1945. Verlag Czernin, Wien 2017 anhand von Quellen, u. a. aus dem Bundesarchiv Berlin, nachweist (vgl. Widerstand und Verrat, S. 49, 50, 52, 55). 
Konfidentenberichte bezogen sich auch auf Ignaz Till und Julius Deutsch.
Während der NS-Zeit war das Bundesland zwischen den Reichsgauen Niederdonau und Steiermark aufgeteilt, 1945 hatte Leser wesentlichen Anteil an der Wiedererrichtung des Burgenlands. Vom 1. Oktober 1945 bis zum 4. Jänner 1946 war Leser erster (provisorischer) Landeshauptmann des Burgenlandes in der Zweiten Republik. Anschließend war er bis zu seinem Tod im Oktober 1946 wieder Landeshauptmannstellvertreter.
Im Jahr 1972 wurde in Wien-Simmering (11. Bezirk) die Lesergasse nach ihm benannt.